# Mvezo
Mvezo – miejscowość w Południowej Afryce, w prowincji Przylądkowej Wschodniej. Znajduje się w gminie King Sabata Dalindyebo w dystrykcie O.R. Tambo. Leży nad rzeką Mbhashe, około 45 km na południowy zachód od miasta Mthatha. Mvezo zajmuje powierzchnię 2,13 km². Według spisu ludność przeprowadzonego w 2011 znajdowało się tu 178 gospodarstw domowych i zamieszkiwało 810 osób, spośród których wszyscy to czarni Afrykanie, a 98,27% posługiwało się językiem xhosa.
Mvezo jest miejscem narodzin Nelsona Mandeli. Znajduje się tu muzeum poświęcone życiu byłego prezydenta RPA i przywódcy ruchu przeciw apartheidowi.